# Монтеджардино
Монтеджардино (итал. Montegiardino) — один из девяти городов-коммун Сан-Марино, самый маленький из всех. Содержит в своём составе 1 приход (Cerbaiola).
Имеет на 2010 год население 967 человек. Площадь — 3,31 км². Граничит с коммунами Фьорентино и Фаэтано, а также с итальянскими муниципалитетами Монте-Гримано-Терме и Сассофельтрио.
В Монтеджардино расположен Университет Сан-Марино.
На местных выборах 2020 года все 100% голосов и 6 мест получил блок Инсемье Монтеджардино.

## История
Был основан лангобардами. Вошёл в состав Сан-Марино в ходе её территориальной экспансии в 1463 году.